# Trine Jensen
Trine Nielsen, ogift Jensen, född 16 oktober 1980, är en dansk tidigare handbollsspelare (högernia).

## Klubbkarriär
I början av sin handbollskarriär spelade Trine Jensen för HEI Skeiring och Brabrant IF. Elitkarriären inleddes för Trine Jensen med Ikast-Bording EH. När hon spelade i den klubben debuterade hon i landslaget och var med om att vinna danska cupen, EHF:s Cup Winners cup och EHF-cupen 2002. 2003 drabbades hon av korsbandsskada och var borta från handbollen i ett dryg halvår och gjorde comeback i september 2003. Hon förlängde inte med klubben utan började spela för Aalborg DH.
Efter ett år i Aalborg DH blev hon avskedad 2005 till följd av en konflikt om hennes kontrakt. Det ledde till en rättslig konflikt som Jensen vann och fick en halv miljon i ersättning. Efter detta började hon spela för GOG Svendborg TGI och gjorde så i tre år innan hon efter många knäskador (tio operationer) slutade 2009. Efter att ha fött barn gjorde hon två år senare, 2011, comeback för HC Odense. Mot alla odds gick det bra för Jensen i HC Odense och hon förlängde sitt kontrakt till 2013. Efter säsongen 2013 avslutade hon definitivt sin spelarkarriär.

### Landslagskarriär
Trine Jensen debuterade den 23 mars 2001 i en landskamp mot Tyskland som Danmark förlorade med 16–18. Hon spelade 54 A-landskamper och gjorde 87 mål i danska landslaget. Hon var  med och vann EM-guld 2002 på hemmaplan i Danmark. Hon ingick också i det danska lag som tog OS-guld 2004 i Aten. Sista landskampen spelade hon den 9 juni 2007 mot Ukraina.

### Efter karriären och familj
Efter avslutningen av sin karriär har hon ofta varit handbollsexpert för danska TV 2. Hon är syster till herrlandslagspelaren och sedermera tränaren Jesper Jensen.

## Klubbar
- HEI Skeiring
- Brabrand IF (–2001)
- Ikast-Bording EH (2001?–2004)
- Aalborg DH (2004–2006)
- GOG Svendborg GTI (2006–2009)[7]
- HC Odense (2011–2013)

## Meriter

### Klubblagsmeriter
- EHF-cupmästare 2002 med Ikast-Bording EH
- Cupvinnarcupmästare 2004 med Ikast-Bording EH
- Danska cupmästare två gånger med Ikast och GOG

### Landslagsmeriter
- EM-guld 2002 i Danmark
- OS-guld 2004 i Aten